# Барон Скруп из Месема

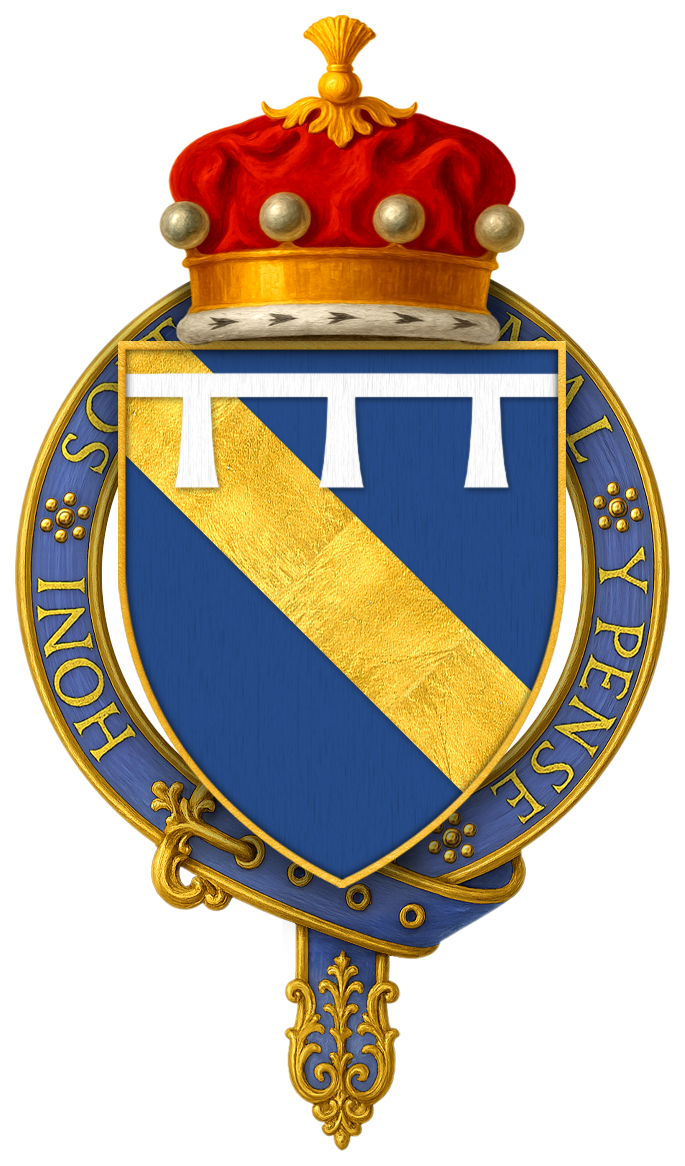
Герб сэра Генри Скрупа, 3-го барона Скрупа из Месема (1373—1415)

Барон Скруп из Месема — старинный дворянский титул в системе пэрства Англии. Создан 25 ноября 1350 года для Генри Скрупа, сына Джеффри Ле Скрупа и кузена Ричарда Ле Скрупа, 1-го барона Скрупа из Болтона.

## История
Генри Ле Скруп был старшим сыном Джеффри ле Скрупа (1285—1340), лорда главного судьи Англии в 1324—1329, 1330—1332, 1332—1333, 1337—1338 годах. Генри Ле Скруп участвовал в многочисленных битвах с шотландцами и французами.
Ричард Ле Скруп (ок. 1350—1405), младший сын 1-го барона, был архиепископом Йоркским (1398—1405). Он был казнен за своё участие в восстания Перси в 1405 году.
3-й барон Скруп из Месема занимал должность лорда-казначея Англии в 1410—1411 годах. Баронский титул был конфискован в 1415 году после казни 3-го барона Скрупа из Месема за участие в Саутгемптонском заговоре против короля. Титул барона Скрупа из Месема был восстановлен в 1426 году. В 1432—1433 годах 4-й барон Скруп из Месема занимал пост лорда-казначея Англии.
С 1517 года после смерти 11-го барона Скрупа из Месема титул находится в состоянии бездействия.

## Бароны Скруп из Месема (1350)
- Генри Скруп, 1-й барон Скруп из Месема (29 сентября 1312 — 31 июля 1391), старший сын Джеффри Ле Скрупа
- Стивен Скруп, 2-й барон Скруп из Месема (ок. 1345 — 25 января 1406), третий сын предыдущего
- Генри Скруп, 3-й барон Скруп из Месема (ок. 1373 — 5 августа 1415), старший сын предыдущего
- Джон Скруп, 4-й барон Скруп из Месема (1378 — 15 ноября 1455), младший брат предыдущего, четвертый сын 2-го барона
- Томас Скруп, 5-й барон Скруп из Месема (ок. 1428—1475), третий сын предыдущего
- Томас Скруп, 6-й барон Скруп из Месема (ок. 1459 — 23 апреля 1493), старший сын предыдущего
- Алиса Скруп, 7-я баронесса Скруп из Месема (ум. 1502), единственная дочь предыдущего
- Элизабет Скруп, 8-я баронесса Скруп из Месема (ум. после 1502)
- Генри Скруп, 9-й барон Скруп из Месема (ум. ок. 1512), сын Томаса Скрупа, 5-го барона Скрупа из Месема
- Ральф Скруп, 10-й барон Скруп из Месема (ок. 1461 — 17 сентября 1515), сын Томаса Скрупа, 5-го барона Скрупа из Месема
- Джеффри Скруп, 11-й барон Скруп из Месема (1467—1517), младший брат предыдущего.